# آب‌انبار محسن‌زاده
آب‌انبار محسن زاده مربوط به دوره قاجار است و در بیرجند، خیابان منتظری، انتهای کوچه منتظری ۳ واقع شده و این اثر در تاریخ ۵ آذر ۱۳۷۹ با شمارهٔ ثبت ۲۹۰۷ به‌عنوان یکی از آثار ملی ایران به ثبت رسیده است.